# Surtur (lune)
Surtur (Saturn XLVIII, désignation provisoire S/2006 S 7) est l'une des lunes de Saturne. Sa découverte fut annoncée par David Jewitt, Scott S. Sheppard, Jan Kleyna, et Brian G. Marsden le 26 juin 2006, d'après des observations faites entre le 12 décembre 2004 et le 29 avril 2006.
Elle porte le nom de Surtur (Surt), chef des géants de feu de la mythologie nordique.